# Josefov (Křtinské údolí)
Josefov je neveliká osada v okrese Blansko, v Křtinském údolí. Původní osada, která se nacházela v údolí, kde byla zpracovávána železná ruda, se nazývala Žleb. Podle Josefa Václava z Lichtenštejna, který vlastnil nedaleký Adamov, byla osada nazvána Josefov.
Osada vznikla na třech katastrech: Horní Josefov na katastrech Habrůvky a Olomučan a Dolní Josefov na katastru obce Babice nad Svitavou. Od 60. let 20. století leží zástavba Dolního Josefova na území města Adamova, které sem zasahuje dlouhým úzkým výběžkem. Obyvatelé dříve pracovali v hamru, v huti Františka, případně se živili těžbou dřeva a pálením dřevěného uhlí.
V blízkosti Josefova se nachází světoznámá archeologická lokalita Býčí skála.